# Avram Iancu (advocaat)

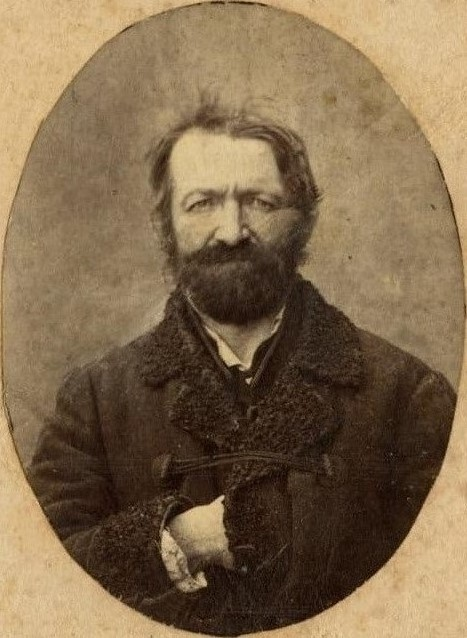
Avram Iancu

Avram Iancu (Felsővidra (Vidra de Sus), 1824 - aldaar, 10 september 1872) was een Transsylvaans-Roemeense advocaat die een belangrijke rol speelde in het regionale deel van de revolutie van de Habsburgse monarchie in 1848-1849. Hij was vooral actief in de Țara Moților regio en het Apusenigebergte. Door het verenigen van de boeren om zich heen (zie ook Țebea) en door zijn trouw aan de Habsburgers kreeg hij de bijnaam Crăișorul Munților ("De kleine keizer/koning van de Bergen").